# Oskar Kokoschka
Oskar Kokoschka (ur. 1 marca 1886 w Pöchlarn (Dolna Austria), zm. 22 lutego 1980 w Montreux (Szwajcaria)) – austriacki malarz, poeta i grafik, działający w okresie ekspresjonizmu, najsłynniejszy przedstawiciel berlińskiej grupy artystycznej Der Sturm, współtworzył również Hagenbund. Od roku 1980 przyznawana jest przez austriackie władze za wybitne osiągnięcia w dziedzinie sztuk pięknych nagroda jego imienia.
Jego pierwsza wystawa indywidualna odbyła się w Galerie Paul Cassirer w Berlinie w 1910. Tego roku wystawiał także w Muzeum Folkwang w niemieckim Hagen oraz rozpoczął współpracę z czasopismem Der Sturm. W 1915, wkrótce po wybuchu I wojny światowej służył na wschodnim froncie, gdzie został ciężko ranny.

## Rodzina
Oskar Kokoschka urodził się jako drugi syn Gustava Josefa Kokoschki (1840-1923) i Marii Romany, z domu Loidl (1861-1934) w miejscowości Pöchlarn nad Dunajem, w Dolnej Austrii. W 1887 roku rodzina przeprowadziła się do Wiednia. Starszy brat, Gustav, zmarł tego samego roku. Dwa lata później przyszła na świat siostra Berta (1889-1960), po kolejnych trzech latach brat Bohuslav (1892-1976).

## Wykształcenie
Kokoschka uczęszczał do szkoły państwowej "Staatsrealschule" w Währing. Z tego okresu pochodzą jego najwcześniejsze rysunki i akwarele. W latach 1905 – 1909 pobierał nauki w Kunstgewerbeschule w Wiedniu pod kierunkiem artystów wiedeńskiej Secesji, m.in. Carla Otto Czeschki i Bertolda Löflera. Początkowo jego mistrzem był Gustav Klimt, któremu zadedykował swe pierwsze znaczące dzieło, artystyczną książkę Die Träumenden Knaben (Śniący chłopcy, 1907). Po uczestnictwie w wystawach Kunstschau 1908 i Internationale Kunstschau 1909, pod wrażeniem dzieł Vincenta van Gogha i znajomości z awangardowym architektem Adolfem Loosem Kokoschka odrzucił panujący wtedy styl Jugendstil dając podstawy rozwojowi ekspresjonizmu.

## Berlin
W 1909 roku, usunięty ze szkoły po skandalicznym przedstawieniu jego sztuki Mörder Hoffnung der Frauen (Morderca, nadzieja kobiet) wystawionej podczas Kunstschau, Kokoschka pod okiem Loosa rozpoczął karierę portrecisty postępowych elit Wiednia. Próbował też swoich sił w szwajcarskich kurortach i w Monachium, gdzie powstał zaginiony po II wojnie światowej portret pisarza Gustava Meyrinka. Już jednak w roku 1910, korzystając z kontaktów Loosa oraz Karla Krausa, wyjechał do Berlina, gdzie współtworzyć miał nowo powstające ekspresjonistyczne pismo Herwartha Waldena Der Sturm.
Początkiem 1911 roku Kokoschka powrócił do Wiednia, by uczestniczyć w ważnej wystawie młodych artystów (wraz z Egonem Schiele i innymi) w Hagenbund.

## Romans z Almą Mahler
W kwietniu 1912 roku Kokoschka poznał Almę Mahler, z którą w latach 1912-14 odbył kilka podróży, m.in. do Szwajcarii i Włoch. Jego burzliwa i niespełniona miłość przyczyniła się do powstania wielu znaczących dzieł, m.in. cyklów graficznych Der gefesselte Columbus (Kolumb skowany do własnego tekstu poetyckiego), Der chinesische Mauer (Chiński mur, do tekstu Karla Krausa), Bachkantate (do słów kantaty J.S. Bacha O, Ewigkeit, Du Donnerwort) oraz obrazów, jak portrety, Die Windsbraut (Narzeczona wiatru, 1913), Der irrende Ritter (Błędny rycerz, 1914/15).
W 1912 roku Alma zaszła z nim w ciążę, lecz za zgodą Kokoschki usunęła ją. Ta trudna dla artysty decyzja oraz narastające konflikty w związku, m.in. na tle zazdrości o zmarłego męża Almy, kompozytora Gustava Mahlera, i jej kontakty towarzyskie, doprowadziły parę do rozstania, a Kokoschkę do zaciągnięcia się na ochotnika do wojska od 1 stycznia 1915 r. Na froncie został poważnie ranny – najpierw na terenie Galicji strzałem w głowę, następnie bagnetem w płuco na Ukrainie.

## Drezno i podróże (1917-1931)
W 1917 roku po rekonwalescencji osiedlił się w Dreźnie. W latach 1919–1923 pracował tam jako profesor na Akademii Sztuk Pięknych. Porzucił jednak tę pracę, by podróżować po Europie, Afryce Północnej i wschodnich terenach Morza Śródziemnego. Efektem tego okresu są liczne pejzaże i szkice z odwiedzanych miejsc.

## Wiedeń, Paryż, Praga
W 1931 roku powrócił do Wiednia. Miał wystawy w Paryżu i Wiedniu i podróżował między tymi miastami. W 1933 roku zamierzał zamieszkać na stałe w Wiedniu, lecz śmierć matki (1934) oraz wydarzenia w Niemczech i Austrii zmusiły go do ucieczki do Pragi, gdzie poznał swą późniejszą żonę Oldę Palkowską.
W 1937 roku w Pradze powstał Oskar Kokoschka Bund, którego celem miało być przeciwstawienie się sztuce propagowanej przez nazistów.

## Wielka Brytania (1938-1953)
W maju 1938 roku, kiedy w Czechach miała miejsce wielka mobilizacja, Kokoschka wyjechał do Wielkiej Brytanii. Artysta został uznany za degenerata przez narodowych socjalistów, a jego dzieła usunięto z muzeów. Skonfiskowano 417 prac. Podczas pobytu na wygnaniu Kokoschka czynnie działał w austriackiej organizacji na wygnaniu Młoda Austria. W 1941 r. ożenił się z Oldą Palkowską w Londynie. W roku 1946 r. otrzymał obywatelstwo brytyjskie. W 1959 r. odznaczony został Orderem Imperium Brytyjskiego. Po drugiej wojnie światowej zorganizował swoje wystawy w Zurychu i Bazylei. Dopiero w 1978 roku ponownie przyjął obywatelsko austriackie.

## Villeneuve (1953-1980)
Zanim osiedlił się na stałe w 1953 roku w Villeneuve nad Jeziorem Genewskim, odbył krótką podróż do Stanów Zjednoczonych. W 1955 r. otrzymał Pour le Mérite za Naukę i Sztukę.
W roku 1966 wygrał konkurs na portret Konrada Adenauera do niemieckiego Bundestagu.
Zmarł 22 lutego 1980 w Montreux. Został pochowany na cmentarzu w Clarens.
Po jego śmierci ustanowiono Nagrodę im. Oskara Kokoschki przyznawaną za wybitne osiągnięcia w dziedzinie sztuk plastycznych.